# Unité urbaine de Narbonne
L'unité urbaine de Narbonne est une unité urbaine française centrée sur la ville de Narbonne, une des sous-préfectures de l'Aude et première agglomération de ce département, en région Occitanie. 

## Données générales
Dans le zonage réalisé par l'Insee en 2010, l'unité urbaine était composée d'une seule commune, qui constituait une ville isolée.
Dans le nouveau zonage réalisé en 2020, elle est toujours composée d'une seule commune, comme sept autres unités urbaines de plus de 20 000 habitants que sont Agde, Beaune, Montaigu-Vendée, Rambouillet, La Roche-sur-Yon, Les Sables-d'Olonne et Saint-Malo. Elle est la plus peuplée des huit unités urbaines de plus de 20 000 habitants de la France métropolitaine définies comme ville isolée c'est-à-dire ne présentant pas de continuité urbaine avec des communes limitrophes.
En 2022, avec 56 692 habitants, elle représente la première unité urbaine du département de l'Aude avant l'unité urbaine de Carcassonne qui occupe le 2e rang départemental. Elles forment, à elles deux, les seules unités urbaines de plus de 20 000 habitants du département. Elle occupe le 13e rang en région Occitanie, après l'unité urbaine de Castres (12e rang régional) et avant l'unité urbaine de Lunel qui se positionne au 14e rang régional.
En 2021, sa densité de population s'élève à 326 hab/km2. Par sa superficie, elle représente 2,82 % du territoire départemental mais, par sa population, elle regroupe 15 % de la population du département de l'Aude.

## Composition 2020 de l'unité urbaine
Elle est composée de la ville isolée suivante :
| Nom                     | Code Insee | Département | Statut       | Superficie (km2) | Population (dernière pop. légale) | Densité (hab./km2) | Modifier                                    |
| ----------------------- | ---------- | ----------- | ------------ | ---------------- | --------------------------------- | ------------------ | ------------------------------------------- |
| Narbonne (ville-centre) | 11262      | Aude        | ville-isolée | 172,96           | 56 692 (2022)                     | 328                | modifier les données · modifier les données |

## Évolution démographique
| 1968   | 1975   | 1982   | 1990   | 1999   | 2010   | 2015   | 2021   |
| ------ | ------ | ------ | ------ | ------ | ------ | ------ | ------ |
| 38 441 | 39 342 | 41 565 | 45 849 | 46 510 | 51 039 | 53 462 | 56 395 |

#### Données générales
- Unité urbaine
- Aire d'attraction d'une ville
- Liste des unités urbaines de France

#### Données démographiques en rapport avec l'unité urbaine de Narbonne
- Aire d'attraction de Narbonne
- Arrondissement de Narbonne

#### Données démographiques en rapport avec l'Aude
- Démographie de l'Aude